# 但明倫
但明倫（1782年—1855年），字天敘，號敦五，贵州長順人，清朝政治人物。

## 生平
嘉慶二十四年（1819年）清仁宗己卯恩科進士，二甲四十九名，選庶吉士，散館授翰林院編修，道光五年（1825年），任監察御史。歷官湖南岳常澧道、山西河東道。道光十五年（1835年）任山東鹽運使。官至兩淮鹽運使。道光二十二年（1842年）鴉片戰爭期間，英軍進犯長江下游，六月，連佔京口、鎮江等地，艦隊在瓜州駐泊，揚州震動。但明倫按照鹽商江壽民計策，賄賂英軍白銀六十萬兩，英軍即轉而進犯江寧，進而逼迫清朝簽訂《江寧條約》。
著有《詒謀隨筆》、《廣順州志》。

## 家族
曾孫但杜宇，中國近代電影導演。